# Coupe du monde de ski de vitesse 2019
Navigation
2018 2020
La Coupe du monde de ski de vitesse 2019 est la 18e édition de la Coupe du monde de ski de vitesse. Elle s'est déroulée du 13 février 2019 à Salla (Autriche) au 13 avril 2019 à Grandvalira (Andorre).

## Classement général
| Rang | Nom                  | Points |
| ---- | -------------------- | ------ |
| 1    | Simone Origone       | 640    |
| 2    | Manuel Kramer        | 500    |
| 3    | Simon Billy          | 398    |
| 4    | Klaus Schrottshammer | 320    |
| 5    | Mikhail Shumilin     | 280    |
| 6    | Ivan Origone         | 235    |
| 7    | Jan Farrell          | 197    |
| 8    | Reto Eigenmann       | 180    |
| 9    | Bastien Montes       | 175    |
| 10   | Emilio Giacomelli    | 161    |

| Rang | Nom                  | Points |
| ---- | -------------------- | ------ |
| 1    | Britta Backlund      | 640    |
| 2    | Valentina Greggio    | 560    |
| 3    | Célia Martinez       | 406    |
| 4    | Lisa Hovland-Udén    | 300    |
| 5    | Cléa Martinez        | 225    |
| 6    | Hanna Matslofva      | 190    |
| 7    | Lisa Fournet-Fayard  | 185    |
| 8    | Mathilda Persson     | 116    |
| 9    | Martina Foldynova    | 81     |
| 10   | Janni-Maria Heikkila | 76     |

## Calendrier

### Hommes
| Date            | Lieu        | Vainqueur      | Vitesse vainqueur | Deuxième       | Troisième            |
| 13 février 2019 | Salla       | Manuel Kramer  | 170,21 km/h       | Simone Origone | Ivan Origone         |
| 14 février 2019 | Salla       | Manuel Kramer  | 161,84 km/h       | Simone Origone | Klaus Schrottshammer |
| 8 mars 2019     | Idre Fjäll  | Simone Origone | 166,15 km/h       | Simon Billy    | Manuel Kramer        |
| 9 mars 2019     | Idre Fjäll  | Simone Origone | 177,79 km/h       | Simon Billy    | Manuel Kramer        |
| 26 mars 2019    | Vars        | Simon Billy    | 227,56 km/h       | Simone Origone | Manuel Kramer        |
| 12 avril 2019   | Grandvalira | Simone Origone | 176,42 km/h       | Manuel Kramer  | Klaus Schrottshammer |
| 13 avril 2019   | Grandvalira | Simone Origone | 183,40 km/h       | Bastien Montes | Klaus Schrottshammer |

### Femmes
| Date            | Lieu        | Vainqueur         | Vitesse vainqueur | Deuxième          | Troisième         |
| 13 février 2019 | Salla       | Britta Backlund   | 164,91 km/h       | Valentina Greggio | Célia Martinez    |
| 14 février 2019 | Salla       | Britta Backlund   | 154,63 km/h       | Célia Martinez    | Valentina Greggio |
| 8 mars 2019     | Idre Fjäll  | Valentina Greggio | 159,05 km/h       | Célia Martinez    | Britta Backlund   |
| 9 mars 2019     | Idre Fjäll  | Britta Backlund   | 173,76 km/h       | Valentina Greggio | Valentina Greggio |
| 26 mars 2019    | Vars        | Britta Backlund   | 222,91 km/h       | Lisa Hovland-Udén | Valentina Greggio |
| 12 avril 2019   | Grandvalira | Britta Backlund   | 173,84 km/h       | Valentina Greggio | Lisa Hovland-Udén |
| 13 avril 2019   | Grandvalira | Valentina Greggio | 178,92 km/h       | Britta Backlund   | Valentina Greggio |